# Marshall Law
Marshall Law (マーシャル・ロウ?, Māsharu Rou) è un personaggio immaginario della serie di videogiochi Tekken. Marshall appare in tutti i capitoli della saga salvo in Tekken 3 dove è sostituito dal figlio.
Marshall Law è apparso in vari merchandising di Tekken, come ad esempio action figures.

## Biografia
Marshall Law è un'artista marziale sinoamericano proprietario di un ristorante nel quartiere Chinatown di San Francisco, nel quale svolge sia il ruolo di cuoco che di lavapiatti. Nel dojo in cui insegna, pratica il Jeet Kune Do, il che lo rende un combattente molto veloce in grado di sferrare dei colpi di media potenza. Spesso è al verde e questo lo porta nella maggioranza dei capitoli della serie ad iscriversi ai vari tornei di Tekken per poter incassare la cifra in palio per sistemare i suoi numerosi debiti. Ha un figlio di nome Forest, anche esso praticante delle arti marziali e che lo aiuta sul luogo di lavoro, ed il suo migliore amico è Paul Phoenix. In seguito quest'ultimo stringerà anche un ottimo rapporto con Forest, come evidenziato nel finale di Forest in Tekken 3 e nel prologo di Marshall in Tekken 5.

## Storia
In Tekken, Marshall Law, chiamato anche "il drago leggendario", lavora in un ristorante a San Francisco e sogna di aprire il proprio dojo; difatti lui è un esperto di arti marziali. Law partecipa al torneo per aprire la sua palestra e diventare famoso. Sub-boss di Law è Wang Jinrei. Law è sub-boss di stage 8 di Wang Jinrei. Nel suo epilogo Marshall vince il torneo e ottiene il suo dojo.
In Tekken 2, anche se ha pareggiato con Wang Jinrei nel torneo precedente Marshall riuscì ad aprire il suo dojo. Tuttavia i suoi studenti furono attaccati da un brigante assunto dalla Mishima Zabaiatsu (Baek Doo San). Law si iscrive al King of Iron Fist 2 per sconfiggere Baek e vendicare i suoi studenti. Sub-boss di Law è Baek Doo San. Law è sub-boss di stage 8 di Baek Doo San. Nel suo finale, Marshall e Paul sono nel suo dojo. Marshall esegue un calcio roteante e lo fa perfettamente, Lo fa anche Paul, ma mentre prova a farlo atterra sullo stomaco e si fa male.
In Tekken 3 viene confermato che in Tekken 2 è riuscito a sconfiggere Baek Doo San. Qui Marshall appare come in tutti i capitoli e si presume che in Tekken Tag Tournement c'è anche suo figlio Forest Law, anche amico di Paul Phoenix.
In Tekken 4, il dojo e la catena di ristoranti di Marshall falliscono, ed egli, abbandonato anche dal figlio Forest, si dà alcool e all'ozio. Un giorno gli viene recapitato un volantino pubblicitario, contenente l'annuncio dell'imminente "The King of Iron Fist Tournament 4", o Tekken 4, al quale decide di iscriversi per riacquistare la fama di una volta. Nel suo finale, Marshall vince il torneo riuscendo a riaprire la catena di ristoranti che però, per colpa di alcuni clienti difficili che gli fanno perdere la calma, deve nuovamente chiudere. Ma Marshall ritrova lo stesso spirito di una volta riaprendo il suo dojo.
In Tekken 5, il dojo di Marshall subisce un calo di iscrizioni, sommergendolo di debiti, e il figlio Forest fa un incidente con la motocicletta di Paul. Marshall non ha i soldi per curare suo figlio, ma sente parlare del "The King of Iron Fist Tournament 5", o Tekken 5. Marshall decide di iscriversi, e usare i soldi vinti per annullare i debiti e curare suo figlio. Sub-boss di Law è Paul Phoenix. Marshall Law è sub-boss di Stage 4 di Beak Doo San. Nel suo epilogo, Marshall uccide Jinpachi Mishima, e riesce ad annullare i debiti e a salvare suo figlio spendendo tutti i soldi vinti. Quando Marshall spende i suoi ultimi soldi, gli si presenta Paul su una bicicletta malandata con i debiti per la sua motocicletta andata distrutta nell'incidente. Marshall, ormai senza soldi, lo colpisce e scappa via terrorizzato sapendo di non aver più soldi.
In Tekken 6, avendo saputo del sesto torneo del Pugno d'Acciaio, Marshall, Paul e Steve Fox decidono di iscriversi e di dividere il premio, in caso di vittoria da parte di uno di loro. I Sub-boss di Law sono messi a caso: Beak Doo San, Craig Marduk, Zafina e Ganryu. Nel suo finale, Marshall vince il torneo e si reca in una casa di montagna con Paul e Steve per festeggiare. Ma nel preparare la pizza vi versa un lassativo molto potente; così i due amici, avendola mangiata, corrono in bagno mentre Marshall se la svigna con tutti i soldi del premio.

### Altre apparizioni
Nel film da quel che si sa fu il lottatore prediletto dalla gente nel torneo precedente, nel quale sconfisse Paul in 28 secondi. Viene sconfitto da Jin Kazama.
È apparso come personaggio giocabile in Urban Reign ed in Street Fighter X Tekken.